# Parches plantares de desintoxicación
Los parches plantares de desintoxicación son parches adhesivos para los pies que, según los fabricantes, pueden mejorar drásticamente la salud cuando se colocan debajo de los pies mientras se duerme. Algunos de estos parches pueden contener ingredientes como "vinagre de bambú destilado" que supuestamente extraen toxinas del cuerpo, pero los críticos han demostrado que el proceso no es científicamente viable.
El 3 de enero de 2008, la Agencia de Drogas y Alimentos de los Estados Unidos (FDA) publicó una advertencia urgente  con respecto a los peligros potenciales de muchas sustancias farmacéuticas importadas, incluidas varias marcas de parches de desintoxicación para los pies. En abril de 2008, en respuesta a preguntas de Associated Press, una portavoz de la FDA dijo con respecto a la investigación de la agencia de las afirmaciones hechas sobre los parches para los pies Kinoki que "básicamente, cuando abrimos un caso significa que la violación podría ser en términos de Ley de Alimentos, Medicamentos y Cosméticos, como cuando (los fabricantes de productos) hacen afirmaciones falsas y engañosas ".
En agosto de 2008, National Public Radio encargó una prueba de laboratorio para buscar metales pesados en los parches usados, que según Kinoki se extraen del cuerpo. La prueba no encontró ninguno. NPR también descubrió que los parches cambian de blanco a gris cuando se exponen a la humedad, incluido el sudor, y no necesariamente porque absorben otras sustancias.
La empresa japonesa Kenrico afirma que sus compresas tienen un efecto positivo en la salud de los usuarios, y que eliminan los metales pesados del cuerpo. No hay evidencia de que estos productos funcionen y, aunque la piel es uno de los órganos de desintoxicación más grandes del cuerpo, no existe un mecanismo propuesto que explique por qué estos parches aumentarían la tasa de desintoxicación por encima de la línea de base.

## Escépticos
Si bien los parches plantares de desintoxicación parecen ser populares entre las poblaciones jóvenes en algunas regiones, el efecto de los parches sigue no estando claro. "Eliminar metales pesados del cuerpo" parece ser bueno para la salud, sin embargo, el cuerpo humano necesita cierta cantidad de metales pesados como zinc, hierro, cobre, etc. Una cantidad excesiva de metales pesados puede causar enfermedades. Aunque la absorción a través de la piel es una de las formas en que el cuerpo humano absorbe metales pesados, no está claro si las moléculas de metales pesados pueden extraerse del cuerpo a través de la piel. Tampoco se ha demostrado que el ritmo circadiano esté relacionado con la desintoxicación de metales pesados. No hay evidencia que demuestre que el vinagre de bambú tenga la función de atraer metales pesados. Por otro lado, los parches de desintoxicación para los pies no pueden controlar con precisión la cantidad de metal pesado que se “desintoxica” del cuerpo. Los parches no tienen evidencia de identificar lo que afirman eliminar, o la forma de medir su nivel en el cuerpo. No se han realizado estudios para medir la cantidad de metales pesados acumulados en el parche después de haberla dejado durante la noche. La compañía japonesa Kinoki afirmó que su parche para los pies puede causar pérdida de peso al eliminar toxinas, desechos metabólicos, metales pesados y productos químicos del cuerpo. Kinoki también afirmó que los parches pueden tratar diversos tipos de enfermedades, como dolores de cabeza, depresión e incluso un sistema inmunológico debilitado. El Tribunal de Distrito de los EE. UU. del Distrito de Nueva Jersey demostró que estas afirmaciones no estaban respaldadas.